# Museo Histórico Etnológico de Fuente la Higuera
El Museo Histórico-Etnológico de la Costera, también conocido como Museo Histórico Etnológico de Fuente la Higuera, es una Colección Museográfica Etnológica e Histórica de carácter permanente, que se encuentra localizada en la población valenciana de Fuente la Higuera.

## Historia y descripción
El museo se inauguró en 1999. Y es una muestra de la historia de la comarca de La Costera, siendo el museo de titularidad del Ayuntamiento de la localidad.
El museo está ubicado dentro de las instalaciones restauradas  (en 1996) de unas antiguas bodegas datadas del siglo XVIII, sitas en la calle Molí
55 de la citada localidad, y conocidas como “Les Masseretes”. Esta bodega perteneció a la bodega Torres Tallada.
El museo permite conocer la elaboración del vino siguiendo el proceso antiguo y de forma tradicional. Es por esta razón que la propia aprovechaba el desnivel de las calles de la localidad para hacer posible la decantación natural de los restos del proceso de fermentación. Se exhiben herramientas y máquinas utilizadas en esta artesanía, meticulosamente dispuestas, de manera que transportan a un tiempo en el que cada etapa de la vinificación era un arte en sí mismo.
También puede visitarse una recreación que incluye una antigua destilería en la que se recuerda que el origen de la famosa Coca Cola se encuentra en la cercana localidad de Aielo de Malferit, y se puede ver una botella de Kola Coca, refresco en cuya receta se basó el fundador de la conocida marca de refrescos.
Además, el museo posee una sección dedicada a la etnología, es una exposición gráfica de la memoria histórica, las raíces, costumbres y tradiciones de la población y la comarca de La Costera. En ella se puede conocer tradiciones y costumbres de la comarca, la forma de vida de sus habitantes, sus trajes típicos, sus trabajos tradicionales y las herramientas que utilizaban en ellos, etc.
El museo cuenta, así,  con espacios diferenciados, unos dedicados a la viña y a la producción del vino; otros son varias recreaciones, como: una pequeña bodega de tipo semi-industrial, subterránea, con las características jarras sepultadas; una vivienda popular típica documentada desde el siglo XVI; una destilería de licores y aguardientes de principios del s. XX propiedad de la familia Maldonado-Ferri; una almazara; una representación de la siembra; una zona para exposiciones itinerantes; o un espacio con diversos gigantes y cabezudos, que está dedicada a Vicente Tortosa i Biosca, pintor, poeta y artista fallero de la Font de la Figuera.
El museo también cuenta con espacios destinados a exposiciones de carácter temporal, que profundizan en diversos aspectos de la historia y cultura de la Costera.
De entre sus exhibiciones destaca la dedicada a la Edad de Bronce en la zona de La Costera. En ella se exhiben objetos y artefactos, desde joyas a objetos de culto, utilizados por las antiguas civilizaciones que habitaron la región hace miles de años.
Otras de las exhibiciones destacadas son las dedicadas a la época romana, o a la época medieval en la zona. Con estas exhibiciones el museo permite al visitante conocer la evolución de la sociedad y la cultura en La Costera, así como los cambios en la forma de vida de la población.
La visita incluye también la proyección de audiovisuales sobre el trabajo en la viña, la elaboración del vino y la matanza del cerdo.
El museo forma parte de la Red de Museo Etnológicos Locales de la Diputación de Valencia coordinada por el Museo Valenciano de Enología, L’ETNO. 